# 舊希爾敦 (加利福尼亞州)
舊希爾敦（英語：Old Hilltown）是位於美國加利福尼亞州蒙特雷縣的一個非建制地區。該地的面積和人口皆未知。

## 地理
舊希爾敦的座標為36°37′53″N 121°40′10″W / 36.63139°N 121.66944°W，而該地的平均海拔高度為14米（即46英尺）。